# Arsen Mekokishvili
Arsen Mekokishvili (Georgia, Unión Soviética, 12 de abril de 1912-9 de marzo de 1972) fue un deportista soviético especialista en lucha libre olímpica donde llegó a ser campeón olímpico en Helsinki 1952.

## Carrera deportiva
En los Juegos Olímpicos de 1952 celebrados en Helsinki ganó la medalla de oro en lucha libre olímpica estilo peso pesado, por delante del luchador sueco Bertil Antonsson (plata) y el británico Kenneth Richmond (bronce).